# Биддер, Эдвин Гугович
Биддер Эдвин Гугович (6 января 1895, Юрьев — 14 апреля 1939, Москва) — русский и советский военно-морской лётчик, разведчик, преподаватель. Участник Первой мировой и Гражданской войны, мичман Русской Императорской армии, полковник РККА, начальник отделения воздушной разведки Разведывательного Управления РККА, преподаватель Военно-воздушной академии им. Н. Е. Жуковского.

## Биография
Родился в городе Юрьев Лифлянской губернии 6 января 1895 года в мещанской семье. Отец — Гуго Рейнгольдович Биддер (1868—1937) — ремесленник. После переезда семьи в Санкт-Петербург до 1908 года учился в знаменитой гимназии Петришуле. Семья проживала в Петербурге на Большой Конюшенной улице, дом 10, кв. 109. В 1916 году окончил одну из Петербургских гимназий. В тот же год был призван в армию. По личному прошению направлен на теоретические курсы авиации (класс гидроавиации) при Петроградском политехническом институте (ЦГА СПб, ф. 3121, оп. 3, д. 528, л. 24 — 26). 5 августа 1917 года успешно окончил курсы и в звании мичмана флота начал службу в Российской Императорской армии.
В 1918 году добровольно вступил в РККА. Служил начальником по теоретической подготовке в Нижегородской и Московской авиационных школах. В 1920—1921 годах служил преподавателем в Самаре в школе морской авиации имени Троцкого. Свободно владел французским, немецким и английским языками. Осенью 1921 года переведён в информационно-статистический отдел в Разведывательное Управлении при штабе РККА, где работал по 1928 год. За это время Эдвином Биддером были подготовлены и опубликованы (для служебного пользования) несколько важных аналитических статей для сборников «Материалы стратегической разведки». В том числе:
- «Воздушный флот иностранных государств».
- «Германия. Обзор вооруженных сил к 1 марта 1023 года».
- «Строительство вооружённых сил за рубежом: Важнейшие тенденции».
- «Капиталистическое окружение СССР воздушными силами».
- «Воздушная разведка в освещении иностранных полевых уставов».

Занимал должности от заведующего сектором до начальника отделения воздушной разведки.
В 1928 году Эдвин Биддер был отправлен (по требованию ОГПУ) в долгосрочный отпуск, по существу — уволен из рядов РККА. Однако, по распоряжению начальника РУ РККА Я. К. Берзина, Биддер возвращён на службу и был направлен и успешно прошел подготовку на Курсах усовершенствования высшего и старшего начсостава Разведывательного Управления РККА. До сентября 1935 года служил в Разведуправлении РККА в должности начальника отделения 3-го отдела. С сентября 1935 года Э. Г. Биддер работал преподавателем в Военно-воздушной академии им. Н. Е. Жуковского. 11.06.1936 года присвоено звание полковника. В 1937 годы вся семья Биддеров была репрессирована — отец и брат Лотер расстреляны, сёстры Елизавета и Анжелина высланы. (Е. Г. Биддер расстреляна в августе 1941 года) Сам Эдвин Гугович Биддер был арестован в Москве 9 января 1938 года и после 15 месяцев допросов был обвинен в шпионаже и 13 апреля 1939 года Военная коллегия Верховного суда СССР приговорила его к высшей мере наказания. Приговор был приведён в исполнение на следующий день 14 апреля 1939 года на полигоне «Коммунарка».
Полностью реабилитирован 27 июля 1957 году.